# Jongleur-Folge

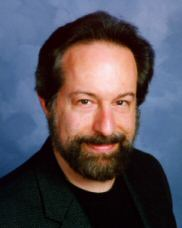
Clifford Pickover, der Namensgeber dieser Zahlen

In der Zahlentheorie ist eine Jongleur-Folge (englisch Juggler sequence) eine mathematische Folge ganzer Zahlen, die mit einer natürlichen Zahl {\displaystyle a_{0}} beginnt und jedes nachfolgende Folgenglied wie folgt definiert ist:
{\displaystyle a_{k+1}={\begin{cases}\left\lfloor a_{k}^{\frac {1}{2}}\right\rfloor =\left\lfloor {\sqrt {a_{k}}}\right\rfloor ,&{\text{wenn }}a_{k}{\text{ eine gerade Zahl ist}}\\\\\left\lfloor a_{k}^{\frac {3}{2}}\right\rfloor =\left\lfloor {\sqrt {a_{k}^{3}}}\right\rfloor ,&{\text{wenn }}a_{k}{\text{ eine ungerade Zahl ist}}\end{cases}}}
Dabei bedeutet {\displaystyle \lfloor {\sqrt {a_{k}}}\rfloor } die größte ganze Zahl, die kleiner oder gleich {\displaystyle {\sqrt {a_{k}}}} ist. Analog ist {\displaystyle \lfloor {\sqrt {a_{k}^{3}}}\rfloor } die größte ganze Zahl, die kleiner oder gleich {\displaystyle {\sqrt {a_{k}^{3}}}} ist.
Jongleur-Folgen wurden erstmals vom amerikanischen Mathematiker und Autor Clifford A. Pickover erwähnt.
Der Name wird von den steigenden und fallenden Folgengliedern der obigen Folge abgeleitet, wie die Bälle in den Händen eines Jongleurs.
Ist ein Folgenglied eine gerade Zahl, so ist das darauffolgende Folgenglied kleiner und umgekehrt, ist ein Folgenglied eine ungerade Zahl, so ist das darauffolgende Folgenglied größer.

## Beispiel
- Sei {\displaystyle a_{0}=3} (also eine ungerade Zahl). Dann lauten die nächsten Folgenglieder:

{\displaystyle a_{1}=\lfloor {\sqrt {a_{0}^{3}}}\rfloor =\lfloor {\sqrt {3^{3}}}\rfloor =\lfloor {\sqrt {27}}\rfloor =\lfloor 5,196\ldots \rfloor =5} und ist somit wieder ungerade.
{\displaystyle a_{2}=\lfloor {\sqrt {a_{1}^{3}}}\rfloor =\lfloor {\sqrt {5^{3}}}\rfloor =\lfloor {\sqrt {125}}\rfloor =\lfloor 11,180\ldots \rfloor =11} und ist somit wieder ungerade.
{\displaystyle a_{3}=\lfloor {\sqrt {a_{2}^{3}}}\rfloor =\lfloor {\sqrt {11^{3}}}\rfloor =\lfloor {\sqrt {1331}}\rfloor =\lfloor 36,482\ldots \rfloor =36} und ist somit gerade.
{\displaystyle a_{4}=\lfloor {\sqrt {a_{3}}}\rfloor =\lfloor {\sqrt {36}}\rfloor =\lfloor 6\rfloor =6} und ist somit wieder gerade.
{\displaystyle a_{5}=\lfloor {\sqrt {a_{4}}}\rfloor =\lfloor {\sqrt {6}}\rfloor =\lfloor 2,449\ldots \rfloor =2} und ist somit wieder gerade.
{\displaystyle a_{6}=\lfloor {\sqrt {a_{5}}}\rfloor =\lfloor {\sqrt {2}}\rfloor =\lfloor 1,414\ldots \rfloor =1} und ist somit wieder ungerade.
{\displaystyle a_{7}=\lfloor {\sqrt {a_{6}^{3}}}\rfloor =\lfloor {\sqrt {1^{3}}}\rfloor =\lfloor 1\rfloor =1} und man erhält dieselbe Zahl wie vorher.
Wenn eine Jongleur-Folge den Wert {\displaystyle 1} erreicht, dann sind alle weiteren Folgenglieder ebenfalls gleich {\displaystyle 1}.

## Vermutung

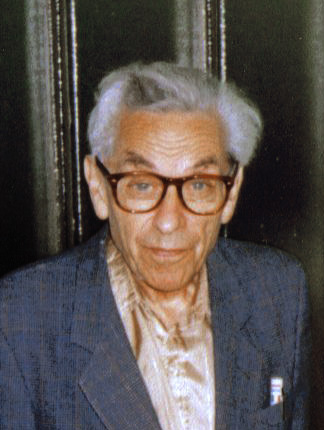
Paul Erdős meinte, dass die Mathematik für solche Probleme noch nicht bereit ist

Es wird vermutet, dass alle Jongleur-Folgen letztendlich den Wert {\displaystyle 1} erreichen. Diese Vermutung wurde für alle Folgenglieder {\displaystyle a_{0}=1} bis {\displaystyle a_{0}=10^{6}} schon verifiziert, konnte aber noch nicht bewiesen werden. Dieses Problem ähnelt stark dem Collatz-Problem, auch als (3n+1)-Vermutung bekannt, zu welcher der ungarische Mathematiker Paul Erdős meinte, dass „die Mathematik für solche Probleme noch nicht bereit ist“.

## Untersuchung von Jongleur-Folgen
Für einen gegebenen Anfangswert {\displaystyle a_{0}} definiere man {\displaystyle l(a_{0})} als die Anzahl der Schritte, die die bei {\displaystyle a_{0}} beginnende Jongleur-Folge benötigt, um zum ersten Mal den Wert {\displaystyle 1} zu erreichen. {\displaystyle h(a_{0})} sei der Maximalwert, den die Jongleur-Folge in der bei {\displaystyle a_{0}} beginnenden Jongleursequenz erreicht. Die folgende Tabelle gibt die jeweiligen Jonglierfolgen und die Werte {\displaystyle l(a_{0})} und {\displaystyle h(a_{0})} an, die man für kleine Werte von {\displaystyle a_{0}} erhält:
| {\displaystyle a_{0}} | Folgenglieder               | {\displaystyle l(a_{0})} (Folge A007320 in OEIS) | {\displaystyle h(a_{0})} (Folge A094716 in OEIS) |
| --------------------- | --------------------------- | ------------------------------------------------ | ------------------------------------------------ |
| 0                     | 0                           | -                                                | 0                                                |
| 1                     | 1                           | 0                                                | 1                                                |
| 2                     | 2, 1                        | 1                                                | 2                                                |
| 3                     | 3, 5, 11, 36, 6, 2, 1       | 6                                                | 36                                               |
| 4                     | 4, 2, 1                     | 2                                                | 4                                                |
| 5                     | 5, 11, 36, 6, 2, 1          | 5                                                | 36                                               |
| 6                     | 6, 2, 1                     | 2                                                | 6                                                |
| 7                     | 7, 18, 4, 2, 1              | 4                                                | 18                                               |
| 8                     | 8, 2, 1                     | 2                                                | 8                                                |
| 9                     | 9, 27, 140, 11, 36, 6, 2, 1 | 7                                                | 140                                              |
| 10                    | 10, 3, 5, 11, 36, 6, 2, 1   | 7                                                | 36                                               |

Jongleur-Folgen können sehr große Werte erreichen, bevor sie auf {\displaystyle 1} abfallen. Zum Beispiel erreicht die bei {\displaystyle a_{0}=37} beginnende Jongleur-Folge einen Höchstwert von {\displaystyle 24906114455136}. Harry J. Smith hat festgestellt, dass die bei {\displaystyle a_{0}=48443} beginnende Jongleur-Folge einen Höchstwert bei {\displaystyle a_{60}} erreicht und der dort erhaltene Wert 972.463 Ziffern hat, bevor sie bei {\displaystyle a_{157}} endlich den Wert {\displaystyle 1} erreicht.
Es folgen ein paar Zahlenlisten, die weitere Informationen von Jongleur-Folgen angeben:
- Die folgende Liste gibt an, wie viele Schritte eine Jongleur-Folge benötigt, um den Wert 1 zu erreichen (beginnend mit {\displaystyle a_{0}=1,2,3,\ldots }):

0, 1, 6, 2, 5, 2, 4, 2, 7, 7, 4, 7, 4, 7, 6, 3, 4, 3, 9, 3, 9, 3, 9, 3, 11, 6, 6, 6, 9, 6, 6, 6, 8, 6, 8, 3, 17, 3, 14, 3, 5, 3, 6, 3, 6, 3, 6, 3, 11, 5, 11, 5, 11, 5, 11, 5, 5, 5, 11, 5, 11, 5, 5, 3, 5, 3, 11, 3, … (Folge A007320 in OEIS)
Beispiel:
In obiger Liste steht an der 25. Stelle der Wert 11. Beginnt man also die Jongleur-Folge mit {\displaystyle a_{0}=25}, so erhält man nach 11 Iterationen den Wert {\displaystyle a_{11}=1}.
- Die folgende Liste gibt an, wie hoch der höchste Wert ist, den eine Jongleur-Folge annimmt (beginnend mit {\displaystyle a_{0}=1,2,3,\ldots }):

1, 2, 36, 4, 36, 6, 18, 8, 140, 36, 36, 36, 46, 36, 58, 16, 70, 18, 140, 20, 140, 22, 110, 24, 52214, 36, 140, 36, 156, 36, 172, 36, 2598, 36, 2978, 36, 24906114455136, 38, 233046, 40, 262, 42, 4710, 44, 5222, 46, 322, 48, … (Folge A094716 in OEIS)
Beispiel:
In obiger Liste steht an der 25. Stelle der Wert 52214. Beginnt man also die Jongleur-Folge mit {\displaystyle a_{0}=25}, so erhält man nach einer nicht angegebenen Anzahl von {\displaystyle x} Iterationen den Höchstwert {\displaystyle a_{x}=52214} (im Speziellen ist {\displaystyle x=3}, es ist also {\displaystyle a_{3}=52214}).
- Die folgende Liste gibt an, wie man {\displaystyle a_{0}} wählen muss, um eine neue Rekordlänge bei der Jongleur-Folge zu erreichen:

1, 2, 3, 9, 19, 25, 37, 77, 163, 193, 1119, 1155, 4065, 4229, 4649, 7847, 13325, 34175, 59739, 78901, 636731, 1122603, 1301535, 2263913, … (Folge A094679 in OEIS)
Die folgende Liste gibt an, nach wie vielen Iterationen man obigen neuen Höchstwert bei der Jongleur-Folge erreicht:
0, 1, 6, 7, 9, 11, 17, 19, 43, 73, 75, 80, 88, 96, 107, 131, 166, 193, 201, 258, 263, 268, 271, 298, … (Folge A094698 in OEIS)
Beispiel für diese beiden Listen:
In obigen beiden Listen stehen an der 8. Stelle die Werte 77 bzw. 19. Beginnt man also die Jongleur-Folge mit {\displaystyle a_{0}=77}, so erhält man nach 19 Iterationen den Wert {\displaystyle a_{19}=1}. Es gibt keine Jongleur-Folge mit kleinerem Startwert {\displaystyle a_{0}}, mit der man eine so lange Folge erreicht.
- Die folgende Liste gibt das kleinste {\displaystyle a_{0}} an, mit der man eine Jongleur-Folge der Länge {\displaystyle n=1,2,3,\ldots } erreicht:

2, 4, 16, 7, 5, 3, 9, 33, 19, 81, 25, 353, 183, 39, 201, 103, 37, 205, 77, … (Folge A094670 in OEIS)
Beispiel:
In der obigen Liste steht an der 11. Stelle der Wert 25. Beginnt man die Jongleur-Folge mit {\displaystyle a_{0}=25}, so erhält man nach {\displaystyle n=11} Iterationen den Wert {\displaystyle a_{11}=1}. Es gibt keine Jongleur-Folge mit einem kleineren Startwert als {\displaystyle a_{0}=25}, die eine Länge von {\displaystyle n=11} hat.
- Die folgende Liste gibt an, wie man {\displaystyle a_{0}} wählen muss, um einen neuen Höchstwert bei der Jongleur-Folge zu erreichen:

1, 2, 3, 9, 25, 37, 113, 173, 193, 2183, 11229, 15065, 15845, 30817, 48443, 275485, 1267909, 2264915, 5812827, 7110201, … (Folge A143742 in OEIS)
Beispiel:
In der obigen Liste steht an der 5. Stelle der Wert 25. Beginnt man die Jongleur-Folge mit {\displaystyle a_{0}=25}, so erhält man nach einer nicht angegebenen Anzahl an Iterationen einen Höchstwert, der mit kleineren Startwerten {\displaystyle a_{0}} nicht erreicht wird. Erst mit dem Startwert {\displaystyle a_{0}=37} erreicht man einen höheren Höchstwert (im Speziellen erreicht man mit dem Startwert {\displaystyle a_{0}=25} bei {\displaystyle a_{3}=52214} einen bis dahin unerreichten Höchstwert; erst mit dem Startwert {\displaystyle a_{0}=37} erreicht man bei {\displaystyle a_{8}=24906114455136} einen neuen, noch höheren Höchstwert; beim nächsten Startwert {\displaystyle a_{0}=113} würde man als Höchstwert schon den Wert 202924588924125339424550328 erreichen).